# Italo Gariboldi
Italo Gariboldi (Lodi, 20 april 1879 - Rome, 9 februari 1970) was een Italiaanse officier en Generale d'Armata (generaal) tijdens de Tweede Wereldoorlog. Hij diende in vier oorlogen. Hij werd onderscheiden met het Ridderkruis, een hoge Duitse militaire onderscheiding uitgereikt door de Führer Adolf Hitler, voor zijn leiderschap van de Italiaanse troepen tijdens de Slag om Stalingrad.

## Leven
Gariboldi, de zoon van Ercole en Maria Crocciolani, werd op 20 april 1879 in Lodi, Lombardije geboren. Hij studeerde af aan de militaire academie in 1899, en werd tot Sottotenente (tweede luitenant) bevorderd. Hij vocht in Libië tijdens de Italiaans-Turkse Oorlog.
Vanaf het einde van de Eerste Wereldoorlog, en tijdens het interbellum ging Garbiboldi door de rangen heen, en deed dienst in verschillende staffuncties en regiment- en brigadecommando's. Op 15 september 1931 werd hij tot Generale di brigata (brigadegeneraal) bevorderd.

### Ethiopië
In 1935 voerde Garbiboldi het commando over de 30a Divisione di fanteria "Sabauda" aan de noordelijke zijde van het front tijdens de Tweede Italiaans-Ethiopische Oorlog. Zijn divisie was als een onderdeel van het 1e Korps in Eritrea gestationeerd. In mei 1936, nadat Italië Ethiopië (Abessinië) verslagen had, werden Eritrea, Abessinië en Italiaans-Somaliland op 1 juni 1936 weer samengevoegd tot de kolonie Italiaans-Oost-Afrika. 

### Noord-Afrika
In maart 1939 nam Garbiboldi het commando van het 5ª Armata (5e Leger) gelegen aan de grens van het Frans protectoraat van Tunesië over. In december 1940 begonnen de Britten met operatie Compass. Hij nam tijdelijk het commando van het 10ª Armata (10e Leger) over vanwege ziekte van de commandant generaal Mario Berti. 

### Rusland
Van 1942 tot 1943 leidde Garbiboldi het Armata Italiana in Russia (ARMIR of 8e Leger). Hij voerde het commando tijdens de vernietiging van het leger tijdens de slag om Stalingrad.

### Italië
In 1943 was Garbiboldi in Italië toen de Koning Victor Emanuel III van Italië en de Maarschalk van Italië Pietro Badoglio Benito Mussolini verdreven en een wapenstilstand met de geallieerden tekenden. Zoals veel Italiaanse militairen werd Garbiboldi ook krijgsgevangen gemaakt door de Duitsers. In 1944 werd hij als verrader tot de doodstraf veroordeeld. Hij werd eind 1944 weer door de geallieerden vrijgelaten.

## Familie
Gariboldi was getrouwd met Maria Fagnocchi.

## Militaire carrière
- Generaal (Generale d'Armata): 29 oktober 1942[3][2]
- Luitenant-generaal (Generale di corpo d'armata): 1 juli 1937[2]
- Generaal-majoor (Generale di divisione): 1 januari 1935[2]
- Brigadegeneraal (Generale di brigata): 15 september 1931[2]
- Kolonel (Colonello): 6 januari 1918[2]
- Luitenant-kolonel (Tenente colonnello): mei 1917[2]
- Majoor (Maggiore): 24 mei 1915
- Kapitein (Primo capitano): 1909
- Eerste luitenant (Tenente): juni 1902
- Tweede luitenant (Sottotenente): oktober 1898

## Onderscheidingen

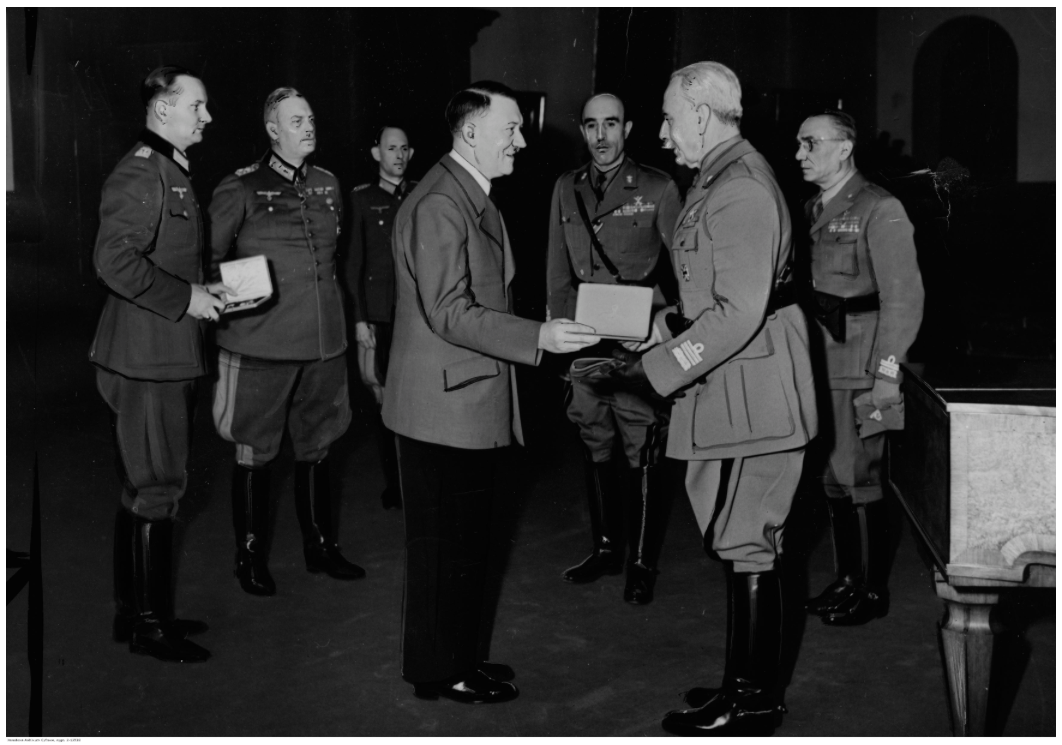
Adolf Hitler onderscheidt generaal Italo Gariboldi met het Ridderkruis van het IJzeren Kruis. Tweede van links is generaal-veldmaarschalk Wilhelm Keitel.

- Zilveren medaille voor Dapperheid (2) in 1918 en 1937
- Orde van Sint-Mauritius en Sint-Lazarus
  - Grootofficier
  - Ridder
- Orde van de Italiaanse Kroon
  - Ridder Grootkruis op 11 januari 1940
  - Commandeur
- Militaire Orde van Savoye
  - Commandeur op 12 november 1936[4]
  - Officier op 15 mei 1919[4]
  - Ridder op 19 september 1918[4]
- Koloniale Orde van de Ster van Italië
  - Grootofficier
- Orde van Voorname Dienst (DSO)[5]
- Ridderkruis op 1 april 1943 als Generale d'Armata en commandant van het Armata Italiana in Russia/Italiaanse 8e Leger[5][6]
- IJzeren Kruis 1939, 1e Klasse en 2e Klasse[5]

## Publicatie
- II generale Italo Gariboldi, in Storia Militare, nº 49, Parma, Ermanno Albertelli Editore, gennaio 2010.